# موراريشت
موراريشت هي بلدية تقع في إقليم أرجيش في رومانيا.